# Bicuda asiática
A Bicuda asiática, Xenentodon cancila é a única espécie classificada neste gênero. É um peixe que pode viver tanto em água doce como salobra e salgada. É mais comum em rios, mas também pode ser encontrado em córregos, canais, e outros habitats de água doce.

## Nomes populares
Como é um peixe de aquário razoavelmente comum, Xenentodon cancila, foi traduzido sob uma variedade de nomes populares, incluindo Peixe-agulha, Bicuda prateada, Bicuda de água doce, meio-beque bicudo, Gar de água doce, e muitos outros. Enquanto pertencente à mesma família da bicuda marinha, Belone belone, estes peixes naturalmente são parentes muito mais distantes de outros peixes denominados bicudas, como os norte americanos Lepisosteidae e os sul americanos Ctenoluciidae).

## Distribuição
A bicuda de água doce é comum no sul e sudeste asiático da Índia e Sri Lanka até a Malásia.

## Morfologia
Como outras bicudas, a espécie é alongada e sua mandíbula pontuda possui muitos dentes. As nadadeiras dorsal e anal estão posicionadas na parte de trás do corpo. O corpo é verde prateado, havendo uma listra escura nos flancos. O dimorfismo sexual existe, os machos possuem as nadadeiras dorsais e anais com um pouco de preto.

## Dieta
Apesar dos manuais geralmente descreverem este peixe como um predador que se alimenta de peixes e sapos, sua dieta natural parece consistir quase que inteiramente de crustáceos.

## Reprodução
A espécie é ovípara. Em aquários a desova ocorre pela manhã, quando pequeno número de ovas são depositadas entre as plantas. As ovas medem 3,5mm de diâmetro e fixam-se às plantas por meio de tecidos viscosos de cerca de 2 cm de comprimento. Os ovos eclodem em aproximadamente dez dias, os peixinhos recém nascidos medem cerca de 12 mm de comprimento. Nesta idade alimentam-se de pequenos organismos preferencialmente filhotes de até uma semana de idade de outras espécies ornamentais.

## Importância
A bicuda asiática pode ser criada em pesqueiros pequenos e também é vendida como peixe ornamental.
A bicuda asiática é uma das várias espécies de peixes-agulha mantidas em aquários públicos e privados. É criada por aquaristas europeus desde 1910, e reproduziu-se em cativeiro pela primeira vez na Estação Biológica Wilhelminenberg, Áustria em 1963. O Xenentodon cancila geralmente é considerado uma espécie difícil de manter devido ao seu grande tamanho, comportamento nervoso e preferência por alimentos vivos. Além dos enganos a respeito de sua dieta natural, existem também dúvidas sobre as condições da água requeridas pela espécie e a adição de sal à água tem sido frequentemente recomendada. Na realidade estes peixes vivem muito bem em aquários de água-doce.
Dizem que o Xenentodon cancila é capaz de lançar-se para fora d'água com tanta força que pode matar um ser humano, no entanto alguns ictiologistas afirmam que isto é improvável. Certamente são capazes de morder.